# Nguyễn Xuân Tiến
Nguyễn Xuân Tiến (15 tháng 5 năm 1958 – 28 tháng 8 năm 2023). Ông là một chính trị gia người Việt Nam, ông từng là Ủy viên Ban Chấp hành Trung ương Đảng khóa XI, XII, nguyên Bí thư Tỉnh ủy, nguyên Chủ tịch Hội đồng nhân dân tỉnh Lâm Đồng.

## Tiểu sử
Ông sinh ngày 15 tháng 5 năm 1958 tại xã Quảng Thọ, huyện Quảng Điền, tỉnh Thừa Thiên Huế

## Giáo dục
Ông học phổ thông tại trường THPT Nam Đàn 2, Nam Đàn, Nghệ An.

## Sự nghiệp
Tháng 9 năm 2014 ông được Bộ Chính trị chỉ định làm Bí thư Tỉnh ủy Lâm Đồng, nhiệm kỳ 2010-2015 thay ông Huỳnh Đức Hòa đã nghỉ hưu theo chế độ. Trước đó ông từng giữ các chức vụ Phó Bí thư thường trực Tỉnh ủy, Chủ tịch Hội đồng nhân dân tỉnh; Phó Bí thư Tỉnh ủy, Chủ tịch Ủy ban nhân dân tỉnh Lâm Đồng.
Tháng 10 năm 2015 tại Đại hội Đảng bộ tỉnh Lâm Đồng lần thứ X nhiệm kỳ 2015-2020 ông được bầu lại làm Bí thư tỉnh ủy.
Ngày 28 tháng 8 năm 2023, ông qua đời tại nhà riêng.